# 아브드 알라흐만 알마흐디

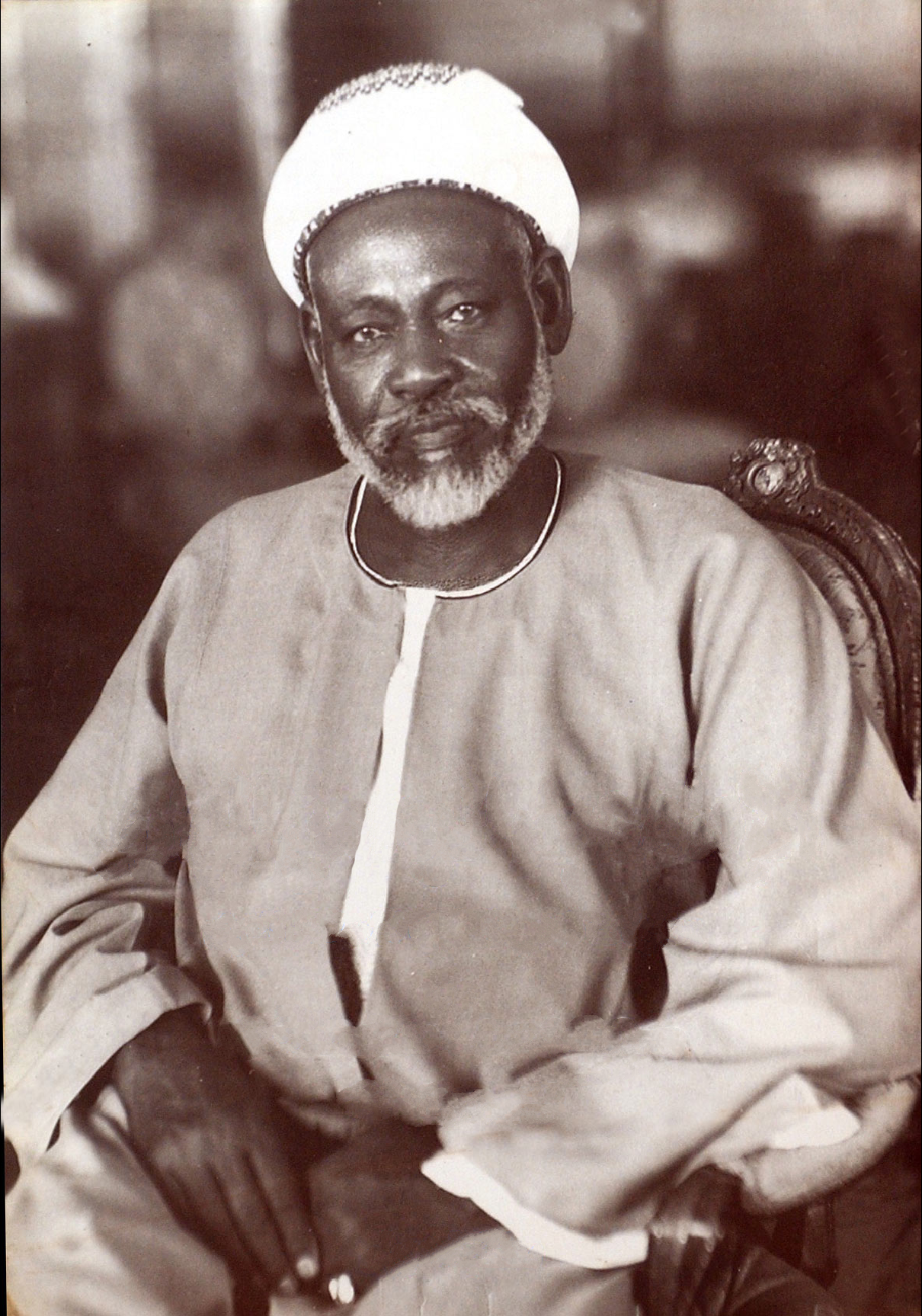

아브드 알라흐만 알마흐디(عبد الرحمن المهدي, Abd al-Rahman al-Mahdi, 1885년 7월 15일 옴두르만 ~ 1959년 3월 24일 옴두르만)는 수단의 종교계, 정치계 유명 인사이며, 수단이 독립한 후에는 네오 마흐디스트들의 지도자로서 막강한 권한을 행사했다. 그는 종교 지도자이자 사회 운동가인 무함마드 아마드의 아들이다.